# Sail Beck
Der Sail Beck ist ein Fluss im Lake District, Cumbria, England. Der Sail Beck entsteht an der Südflanke des Sail Fell und fließt in südwestlicher Richtung durch ein Tal das von Whiteless Pike und Wandope im Norden und Knott Rigg im Süden begrenzt wird.
Der Sail Beck wird in seinem Unterlauf Mill Beck genannt und fließt unter diesem Namen durch den Ort Buttermere. Nordwestlich von Buttermere mündet der Fluss in den See Crummock Water und ist so zu den Quellflüssen des River Cocker zu zählen.